# Excursion Inlet
Excursion Inlet is een plaats (census-designated place) in de Amerikaanse staat Alaska, en valt bestuurlijk gezien onder Haines Borough.

## Demografie
Bij de volkstelling in 2000 werd het aantal inwoners vastgesteld op 10.

## Geografie
Volgens het United States Census Bureau beslaat de plaats een oppervlakte van 147,4 km², waarvan 147,0 km² land en 0,4 km² water. 
De plaats ligt op het vasteland van de Alaska Panhandle aan een baai die aan de zuidzijde uitmondt op de Icy Strait.
Op ongeveer 15 kilometer naar het westen ligt de plaats Gustavus, maar beide plaatsen zijn niet over de weg met elkaar verbonden.

## Plaatsen in de nabije omgeving
De onderstaande figuur toont nabijgelegen plaatsen in een straal van 56 km rond Excursion Inlet.